# Списък на римските управители на Африка
Списък на римските управители на римската провинция Африка:

#### Римската република
- Публий Корнелий Сципион Емилиан Африкански 146 пр.н.е.
- Луций Калпурний Бестия 111 пр.н.е.
- Спурий Постумий Албин 110–109 пр.н.е.
- Квинт Цецилий Метел Нумидийски 109–107 пр.н.е.
- Гай Марий 107–105 пр.н.е.
- Луций Корнелий Сула 105 пр.н.е.

- Публий Секстилий 88–87 пр.н.е.
- Квинт Цецилий Метел Пий 86–84 пр.н.е.
- Гай Фабий Хадриан 84 – 82 пр.н.е.
- Гней Помпей Магнус 82–79 пр.н.е.
- Луций Лициний Лукул 77–76/75 пр.н.е.
- Авъл Манлий Торкват 69 пр.н.е.
- Луций Сергий Катилина 67–66 пр.н.е.
- Квинт Помпей Руф 61–59 пр.н.е.
- Тит Ветий (вер. Сабин) 58–57 пр.н.е.
- Квинт Валерий Орка 56 пр.н.е.
- Публий Атий Вар 52 пр.н.е.
- Гай Консидий Лонг 51–50 пр.н.е.
- Луций Елий Туберон 49 пр.н.е.
- Публий Атий Вар 49, 48 пр.н.е.
- Квинт Цецилий Метел Пий Сципион 47 пр.н.е.
- Марк Порций Катон 47 пр.н.е.
- Гай Каниний Ребил 46 пр.н.е.
- Гай Калвизий Сабин 45 – 44 пр.н.е.
- Гай Салустий Крисп, историкът Салустий 45 пр.н.е.
- Квинт Корнифиций 44–42 пр.н.е., Africa Vetus
- Тит Секстий 44–40 пр.н.е., Africa Nova
- Гай Фуфиций Фангон 41 пр.н.е.
- Тит Статилий Тавър 35 пр.н.е.
- Луций Корнифиций 34–32 пр.н.е.

### Римската империя
- Гай Елий Гал 26 – 24 пр.н.е.
- Луций Домиций Ахенобарб 12 пр.н.е.
- Гай Сентий Сатурнин 10 – 7 пр.н.е.
- Марк Лициний Крас Фруги 9/8 пр.н.е.
- Публий Квинтилий Вар 9/8 – 4 пр.н.е.
- Африкан Фабий Максим 6/5 пр.н.е.
- Луций Пасиен Руф 4 пр.н.е.
- Луций Каниний Гал 2 пр.н.е.
- Кос Корнелий Лентул 6 – 8 г.
- Авъл Цецина Север 8/9
- Гней Калпурний Пизон 10 – 17
- Луций Корнелий Лентул по времето на император Август
- Луций Ноний Аспренат 12 – 15 (или 13 – 16)

- Луций Елий Ламия 15/16 г.
- Марк Фурий Камил (консул 8 г.) 17/18
- Луций Апроний 18 – 21

- Марк Фурий Камил II 19 – 21
- Квинт Юний Блез 21 – 23
- Публий Корнелий Долабела 23/24

- Сервий Корнелий Цетег 34/35 – 36/37
- Гай Рубелий Бланд 35/36
- Марк Юний Силан Торкват 36 – 39
- Луций Калпурний Пизон (консул 27 г.) 38/39 – 39/40
- Луций Салвий Отон (консул 33 г.) 40/41
- Квинт Марций Барей Соран 41 – 43
- Сервий Сулпиций Галба 44 – 46
- Марк Сервилий Нониан по времето на император Клавдий
- Тит Статилий Тавър (консул 44 г.) 51/52 – 52/53
- Куртий Руф по времето на имп. Тиберий и Клавдий
- Марк Помпей Силван Стаберий Флавиан 53/54 – 55/56
- Квинт Сулпиций Камерин (консул 46 г.) 56/57
- Авъл Вителий 60 (император 69 г.)
- Тит Куртилий Манциа 60/61
- Луций Вителий (консул 48 г.) 61/62
- Сервий Корнелий Сципион Салвидиен Орфит (консул 51 г.) 62/63
- Луций Юний Квинт Вибий Крисп 62 – 68
- Веспасиан 63/64 (имп. 69 г.)
- Гай Випстан Апрониан 68/69
- Луций Калпурний Пизон (консул 57 г.) 69/70
- Квинт Манлий Анкхарий Тарквиций Сатурнин 72/73
- Гай Пакций Африкан 77/78
- Публий Галерий Тракхал 78/79
- Луций Валерий Катул Месалин сл. 86
- Гней Домиций Тул по времето на император Домициан
- Марий Приск 97/98
- Гай Октавий Тидий Тосиан Луций Яволен Приск 101
- Луций Корнелий Пузион Аний Месала 103/104
- Квинт Помпоний Руф 110
- Луций Нераций Марцел 111/112
- Марк Атилий Метилий Брадуа 122 – 123, по времето на император Траян
- Авъл Цецилий Фаустин 115/116
- Гай Юлий Корнут Тертул 116/117
- Луций Росций Елиан Меций Целер 117/118
- Марк Виторий Марцел 120/121
- Луций Миниций Натал 121/122
- Луций Катилий Север Юлиан Клавдий Регин 123/124
- Гай Брутий Презенс Луций Фулвий Рустик 128
- Луций Хедий Руф Лолиан Авит 157/158
- Сервий Корнелий Сципион Салвидиен 163/164
- Луций Фулвий Рустик Гай Брутий Пресенс 166/167
- Луций Октавий Корнелий Публий Салвий Юлиан Емилиан 167/168
- Тит Секстий Латеран 168/169
- Марк Дидий Север Юлиан 168 – 170 (имп. 193)
- Гай Серий Авгурин 169/170
- Гай Ауфидий Викторин (консул 183 г.) 173 – 175
- Квинт Сервилий Пудент 180
- Публий Хелвий Пертинакс 188/189 – 189/190 (имп. 193)
- Гай Ветий Сабиниан Юлий Хоспет ок. 190
- Публий Корнелий Анулин (консул 199 г.) 193
- Луций Марий Максим Перпету Аврелиан 208 – 217
- Публий Юлий Скапула Тертул Приск 212/213
- Луций Косоний Егий Марул 198/199
- Гай Юлий Аспер 200/201 – 204/205
- Марк Валерий Брадуа Маврик 206
- Луций Клавдий Касий Дион Кокцеан ок. 222
- Гай Октавий Апий Светрий Сабин ок. 230
- Аспасий Патерн 257/258
- Луций Невий Аквилин ок. 264
- Секст Кокцей Аниций Фауст Павлин 264 – 268
- Луций Юлий Павлин 283
- Тит Клавдий Аврелий Аристобул 290 – 294
- Дион Касий 1 юли 294 – 1 юли 295
- Тит Флавий Постумий Тициан 295 – 296
- Юлиан, вероятно Амний Аниций Юлиан ок. 302
- Гай Аний Анулин 303 – 304
- Гай Цейоний Руфий Волузиан 305 – 310
- Петроний Пробиан 315 – 317
- Аконий Катулин 317 – 318
- Луций Арадий Валерий Прокул 319
- Секст Аниций Фауст Павлин 322 – 324
- Мецилий Хилариан 324
- Антоний Марцелин 337 – 338
- Фабий Аконий Катулин Филоматий викарий 338 – 339
- Аниций Пробин 396 – 397
- Габиний Барбар Помпеян 400 – 401
- Аврелий Аниций Симах 415